# Pound (film)
Pour les articles homonymes, voir Pound.
Pound est une comédie allégorique américaine des années 1970, écrite et mise en scène par Robert Downey Sr. La comédie est basée sur The Comeuppance, une pièce de théâtre d'Off-Off-Broadway écrite par Downey en 1961. Elle met en scène plusieurs chiens, un siamois et un pingouin, à une fourrière, qui sont en attente d’être euthanasiés ; les animaux sont joués par des humains. Le film marque les premiers pas du fils de Downey, Robert Jr., alors âgé de 5 ans, dans le rôle d'un chiot,.